# Guðmundur Þórarinsson
Guðmundur Þórarinsson (* 15. dubna 1992, Selfoss, Island) je islandský fotbalový záložník, který v současnosti působí v norském klubu Rosenborg BK. Je známý i anglickým přepisem svého jména jako Gudmundur Thórarinsson. Je také islandským reprezentantem.

## Klubová kariéra
Na Islandu hrál za UMF Selfoss a ÍBV. V lednu 2013 odešel do Norska do týmu Sarpsborg 08 FF.

## Reprezentační kariéra
Hrál za islandské reprezentační výběry U17, U19 a U21.
V A-mužstvu Islandu debutoval 21. ledna 2014 v Abú Dhabí pod švédským trenérem Larsem Lagerbäckem v přátelském zápase proti Švédsku (prohra Islandu 0:2). Odehrál druhý poločas.